# プライオリ学校
「プライオリ学校」（プライオリがっこう、"The Adventure of the Priory School"）は、イギリスの小説家、アーサー・コナン・ドイルによる短編小説。シャーロック・ホームズシリーズの一つで、56ある短編小説のうち29番目に発表された作品である。イギリスの『ストランド・マガジン』1904年2月号、アメリカの『コリアーズ・ウィークリー』1904年1月30日号に発表。1905年発行の第3短編集『シャーロック・ホームズの帰還』(The Return of Sherlock Holmes) に収録された。

## あらすじ
北イングランドに位置する名門校・私立プライオリ学校の、創立者にして校長のソーニークロフト・ハックスタブル博士がシャーロック・ホームズの住む下宿を訪れるが、居間へ入るなり疲労のあまり気を失ってしまう。ホームズとワトソンの介抱で気を取り直した博士は、彼の学校の寄宿舎から、内閣の閣僚を歴任したホールダネス公爵の一人息子・ソルタイア卿が誘拐されたこと、この事件を受けてホールダネス公爵がソルタイア卿の居場所を突き止めれば5000ポンドを、さらにソルタイア卿を誘拐した人物の名を突き止めた際は追加で1000ポンド支払う、と表明したことをホームズたちに話した。
ハックスタブル博士の説明は次のとおりだった。事件が起きたのが月曜日の夜で、明らかになったのは火曜日の朝だったこと。ソルタイア卿の部屋は寄宿舎の3階にあり、他の生徒に気づかれずに部屋を出ることはできないこと。部屋の窓は開いていて、壁には丈夫なツタが地面まで続いているので、それを伝って降りたと思われること。その足跡はたどれなかったこと。ベッドには寝た痕跡があり、制服に着替えていたこと。誰も悲鳴や物音を聞いていないこと。ソルタイア卿の失踪がわかってから、学校にいる全員の点呼をとったところ、ドイツ人教師のハイデッガーも失踪していたこと。ハイデッガーの部屋も3階にあり、ソルタイア卿の部屋と同じ側に位置していること。ハイデッカーの部屋には、シャツや靴下などが残されていたこと。ハイデッガーがツタを伝って降りたことは、地面の足跡から確実であること。自転車置き場からは、ハイデッガーの自転車がなくなっていたこと。ソルタイア卿がホームシックで帰宅したのかと思って問い合わせたが、家にはいなかったこと、などなど。
学校に到着したホームズとワトスンは、さっそく付近の調査を始めた。学校の前を東西に続く街道には脇道もなく、東のほうで夜間の立ち番をしていた警官は、そんな２人は見たことがないと言う。西のほうにある宿屋では、おかみが病気になり医者を呼びに行った。あいにく医者が往診に出ていたので、朝に医者が来るまで街道に出て待っていたが、やはり誰も見なかったと証言した。学校の南方向は自転車が通れる地形ではないので、ホームズは２人が北へ向かったと推測した。北のほうを調べているうちに、自転車のツギの当たったタイヤ跡を発見した。だが、タイヤに詳しいホームズは、それはハイデッガーの自転車のタイヤではないと言う。タイヤ跡をたよりにしてさらに進んでゆくと、茂みの中に自転車が隠されていた。それはハイデッガーの自転車だ。そして近くには、頭を殴られ殺害されているハイデッガーの死体があった。近くで仕事をしていた男に、ハイデッガーの死体のことを警察と学校に伝えるよう頼んで、ホームズとワトスンは調査を続けた。死体が靴下を履いていないので、ハイデッガーは慌てて出かけたと思われた。自転車を持ち出したのは、少年が歩くよりも早い方法を使ったためかもしれない。ホームズは、これまで牛のひづめ跡をたくさん見つけた。それなのに、この付近一帯に牛の姿は一頭も見かけないのも不思議だった。
ホームズたちは、学校の北側にある街道にたどり着いた。これはソルタイア卿の父ホールダネス公爵の館に続いている。街道沿いにある宿屋の主人、ルービンヘイズに自転車を借りようとしたが、それは無いので代わりに馬を貸してくれるという。馬の蹄鉄は古いものだが、最近打たれたものだった。ホームズは馬を断り宿屋を出た。ルービンヘイズの視界から見えない場所で、張り込むホームズたち。やがてホールダネス公爵の館の方から、侯爵の秘書ワイルダーが自転車で走って来て宿屋に着いた。ワイルダーは恐怖の表情を浮かべていた。夜になると宿屋からは１台の馬車が出てきて、急いで走り去った。やがて街道に足音がしてもう一人の人物が宿屋に着くと、２階の部屋には明かりが灯った。ホームズたちは宿屋に近づいた。ワイルダーの乗っていた自転車のタイヤには、ツギが当たっていた。２階を覗き見たホームズは、満足したようだ。彼はいくつかの電報を打ち、学校に戻った。
次の日ホームズたちは、ホールダネス公爵の館を訪ねた。応対に出てきた秘書のワイルダーは、何食わぬ顔をしていた。ホームズはワイルダーの席を外させてから、公爵に報奨金をもらえるのは誘拐犯人だけでなくその協力者を見つけた場合も含まれるのか、と尋ねた。公爵はそのとおりだと答える。ホームズは、ソルタイア卿はルービンヘイズの宿屋に監禁されていて、誘拐に協力したのは公爵自身だと言った。公爵は椅子から飛び上がった。続けてホームズは説明した。昨夜、公爵を宿屋の２階で見かけたこと、ハイデッガーを殺したルービンヘイズは、ホームズの送った電報によって逮捕されたことを。公爵も語り始めた。ワイルダーは、公爵がかつて愛した人の子供、そして自分の息子であり、世継ぎのソルタイア卿を憎んでいたこと。ルービンヘイズは借地人だったころ、ワイルダーと知り合ったこと。公爵がソルタイア卿に送った手紙の中身を入れ替えて、呼び出したのはワイルダーであること。自転車で行ったワイルダーは、真夜中に馬が迎えに来るとソルタイア卿に伝えたこと。馬に乗ったルービンヘイズがソルタイア卿を迎えに行ったが、ハイデッガーが追ってきたので殺したこと…。
公爵の命により館の召使が、ソルタイア卿を連れに宿屋へ向かった。ホームズが、このままワイルダーをここに置いておくのは危険だと話すと、公爵もそれを承知しており、ワイルダーをオーストラリアに送り、二度と帰ってこれないようにすると言った。また、別居している妻にも今朝手紙を送り、ソルタイア卿と一緒に暮らすよう伝えたとも言った。馬を牛に見せかけるカラクリについて尋ねると、公爵はホームズたちを博物館のような一室に連れていき、ガラスケースに入った蹄鉄を見せた。その解説には「奇蹄目を偶蹄目のひづめに見せかけて、追跡者の目をあざむくもの」と書いてあった。ホームズが蹄鉄を指で撫でると、真新しい泥が付いていた。それを見たホームズが、今回の事件で二番目に興味深いものと言うと、公爵は一番目は何かと尋ねた。ホームズは、報奨金の小切手をはさんだ手帳をたたいて見せた。

## 自転車のタイヤ跡
ホームズは自転車のタイヤ跡を見て、（学校へ向かったのではなく）学校から来た跡であると断言している。

接地面に製造者名などがある場合はともかく、劇中で言われているトレッドが対称な幾何学模様のタイヤ（本編ではダンロップの「ボツボツのあるタイヤ」とパーマーの「縦に長い縞のあるタイヤ」が登場）で「前輪のわだちを後輪が踏んだ」ことで分かるというホームズの説明について研究家たちの間で議論の的となっており、雑誌掲載直後からドイルの元に誤りだと指摘の手紙が多数来て、後にドイルは雑誌上にこれでいいのだと数ページを期してこれを説明し自説を押し通してしまった。ドイルが後に釈明したところによると、下り坂より上り坂のほうが通過に時間がかかるのでよりタイヤ痕が深くなり、どちらに走ったかは判断できるという。